# فیروز گاندی

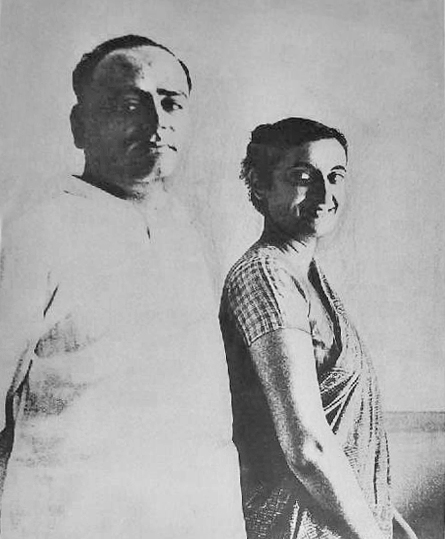
فیروز گاندی

فیروز گاندی (زاده: ۱۲ اوت ۱۹۱۲، درگذشته: ۸ سپتامبر ۱۹۶۰) روزنامه‌نگار و فعال سیاسی اهل هند و از پارسیان زرتشتی این کشور بود.
فیروز گاندی عضو اولین مجلس نمایندگان هندوستان، همسر ایندیرا گاندی نخست‌وزیر این کشور و پدر سانجی گاندی و راجیو گاندی نخست‌وزیر پیشین این کشور بود.
مرگ او در سال ۱۹۶۰ بر اثر حمله قلبی اتفاق افتاد.